# Coripe (kommunhuvudort)
Coripe är en kommunhuvudort i Spanien.   Den ligger i provinsen Provincia de Sevilla och regionen Andalusien, i den södra delen av landet, 400 km söder om huvudstaden Madrid. Coripe ligger 328 meter över havet och antalet invånare är 1 411.
Terrängen runt Coripe är kuperad åt sydväst, men åt nordost är den platt.Runt Coripe är det ganska glesbefolkat, med 42 invånare per kvadratkilometer. Närmaste större samhälle är Morón de la Frontera, 16,4 km norr om Coripe. Trakten runt Coripe består till största delen av jordbruksmark.